# Diocesi di Altino
La diocesi di Altino (in latino Dioecesis Altinensis) è una sede soppressa e sede titolare della Chiesa cattolica.

## Storia
Fondata in età paleocristiana, la diocesi si estendeva probabilmente sul territorio del municipium di Altino, vale a dire l'area compresa tra i fiumi Musone e Sile e affacciata alla Laguna Veneta.
Sant'Eliodoro, vissuto tra il IV e il V secolo, è considerato il protovescovo di Altino. Nel 375 egli non era ancora stato consacrato (in quell'anno san Girolamo lo invitava ad abbracciare la vita monastica), ma nel 381 risultò fra i partecipanti del concilio di Aquileia come vescovo della città; è questa la prima attestazione storica della diocesi. Al di là delle tradizioni, Eliodoro risultava ancora in vita attorno al 404-405, quando lo stesso Girolamo gli dedicava un componimento sul libro di Tobia.
Nel Chronicon Altinate del X-XI secolo è riportato un catalogo di altri quattordici vescovi: dopo Eliodoro, si succedettero Ambrogio, Blando, Sambazio, Pietro, Settimo, Agnello, Domenico, Stefano, Aureliano, Marino, Giovanni, Mauriano, Leone e Paolo. Tuttavia questi nomi hanno pochi riscontri nelle altre fonti storiche e sembra che l'elenco presenti alcune lacune.
Secondo Lanzoni, dopo Eliodoro sono storicamente documentati: Settimio (da identificare forse con il Sambazio del catalogo), a cui Leone Magno scrisse una lettera attorno al 442-444; Pietro I, che fece parte della fazione capeggiata dall'antipapa Laurenzio e per questo venne condannato in un sinodo, pur continuando ad occupare la sede di Altino almeno fino al 506; Vitale, che, secondo Paolo Diacono, costretto alla fuga per aver appoggiato lo scisma tricapitolino, riparò ad Aguntum, nel Norico ma venne poi arrestato ed esiliato in Sicilia; Pietro II, anche lui scismatico, che partecipò a un sinodo di Grado nel 579 e che ricevette una lettera di Gregorio Magno che lo invitava a recedere dallo scisma.
La diocesi di Altino entrò in crisi, sia per l'alluvione del 589, sia soprattutto per l'invasione dei Longobardi ariani nella prima metà del VII secolo, che costrinsero i vescovi a rifugiarsi a Torcello, nella parte lagunare della diocesi. Così Giovanni Diacono parla di questo trasferimento: «Maurus Altinensis episcopus, non ferens Langobardorum insaniam, Severini papae auctoritate ad Torcellum insulam venit». Secondo Giovanni fu quindi il vescovo Mauro a trasferirsi a Torcello con l'avallo di papa Severino, dunque attorno al 640. Secondo Cappelletti, tuttavia, Mauro, che succedette a Paolo nel 635, ottenne da Severino la conferma di una situazione ormai consolidata già da qualche anno.
I vescovi di Torcello continuarono a intitolarsi vescovi di Altino fino agli inizi dell'XI secolo; la nuova sede infatti, a differenza delle altre diocesi lagunari, continuava a mantenere il controllo su Altino e su altre proprietà della terraferma a ridosso della Laguna, mentre il resto del territorio altinate era passato alla diocesi di Treviso.
Dall'area archeologica di Altino non sono emerse testimonianze riconducibili all'epoca paleocristiana, salvo qualche oggetto decorato con croci. Alcune notizie sulla cattedrale, probabilmente intitolata alla Vergine, si possono ricavare dall'epistolario che Girolamo intrattenne con Eliodoro.
Dal 1968 Altino è annoverata tra le sedi vescovili titolari della Chiesa cattolica; dal 17 agosto 2006 l'arcivescovo, titolo personale, titolare è James Patrick Green, già nunzio apostolico in Svezia, Islanda, Danimarca, Finlandia e Norvegia.

## Cronotassi

### Vescovi
- Sant'Eliodoro † (dopo il 375 - dopo il 404/405)
- Ambrogio † (menzionato nel 419)[5]
- Ilario † (menzionato nel 421)
- Settimio † (menzionato nel 442/444)
- Pietro I † (prima del 501 - dopo il 506)
- Vitale † (menzionato nel 567 circa)
- Pietro II † (prima del 579 - dopo il 590)
- Paolo † (? - circa 635)
- Mauro † (circa 635 - dopo il 640)

### Vescovi titolari
- Joseph Patrick Dougherty † (5 febbraio 1969 - 9 luglio 1970 deceduto)
- Libero Tresoldi † (28 settembre 1970 - 10 dicembre 1981 nominato vescovo di Crema)
- Eugene James Cuskelly, M.S.C. † (17 maggio 1982 - 21 marzo 1999 deceduto)
- Pius Mlungisi Dlungwana (2 giugno 2000 - 3 giugno 2006 nominato vescovo di Mariannhill)
- James Patrick Green, dal 17 agosto 2006